# Adesmia corymbosa
Adesmia corymbosa är en ärtväxtart som beskrevs av Dominique Clos. Adesmia corymbosa ingår i släktet Adesmia och familjen ärtväxter. Inga underarter finns listade i Catalogue of Life.